# William Huskisson
William Huskisson (Birtsmorton Court, 1770. március 11. – Eccles, 1830. szeptember 15.)
1770. március 11-én született Birtsmorton Courtban, Malvernben, Worcestershire-ben. 1783-ban Huskisson Párizsba ment, ahol nagybátyjánál, dr. Richard Gemnél élt, tanúja volt a francia forradalom korai éveinek, és jelen volt a Bastille ostrománál. 1783-ban Condorcet márkitól tanult közgazdaságtant, és Gower gróf, a későbbi Stafford márki asszisztense lett. 1792-ben Nagy-Britannia megszakította diplomáciai kapcsolatait a francia forradalmi kormánnyal, és Huskisson visszatért Londonba.
Huskisson Londonba való visszatérésekor Henry Dundas belügyminiszter kinevezte őt, hogy felügyelje az idegenekről szóló törvény végrehajtását, amely a francia forradalom által érintett területekről Nagy-Britanniába érkező menekültekkel foglalkozott. Ezt a feladatot jól végezte, és 1795-ben, 24 évesen hadügyi államtitkárnak nevezték ki. 1796-ban Morpeth város parlamenti képviselőjévé (MP) választották. 1799-ben feleségül vette Eliza Emily Milbanke-ot (ismert nevén Emily), Mark Milbanke admirális lányát, és nem sokkal később a Chichester melletti Eartham House-ba költözött. 1801-ben, az ifjabb William Pitt kormányának bukását követően lemondott a közhivatalokról. 1804-ben Liskeard körzetében újraválasztották a parlamentbe, és a visszatérő Pitt kinevezte a kincstári államtitkári posztra. 1809-ben Huskisson George Canninggel együtt kilépett a kormányból, miután Canning párbajozott kabinetbeli minisztertársával, Lord Castlereagh-val. 1814-ben újra belépett a közéletbe, mint az erdők első biztosa; bár ez egy viszonylag jelentéktelen poszt volt, nagy befolyással volt a részletes törvényhozás és politika kialakítására, különösen a kukoricatörvények ellentmondásos enyhítése tekintetében.
1823-ban Huskissont kinevezték a kabinetbe a Kereskedelmi Tanács elnökévé és a haditengerészet kincstárnokává. Ugyanebben az évben George Canning utódja lett a fontos liverpooli választókerületben. Számos, az ipar és a szabad kereskedelem fejlesztését célzó reformot felügyelt, beleértve a navigációs törvények reformját, valamint a gyáriparra és a külföldi áruk behozatalára kivetett adók csökkentését. Végigvitte Nagy-Britannia tengerentúli előretolt helyőrségeinek és gyarmatainak átalakítását a gazdaságilag és politikailag egymástól függő államok hálózatává, amely a Brit Birodalom lett, a rabszolgaság fokozatos eltörlésére és a brit gyarmatosítás felgyorsítására törekedett.
1827 áprilisában Huskisson mentora, George Canning lett a miniszterelnök, de kevesebb mint négy hónappal később meghalt, és Viscount Goderich követte őt. 1827-ben Goderich kinevezte Huskissont hadügyi és gyarmati államtitkárnak. Goderich 1828 januárjában lemondott, és helyét Arthur Wellesley, Wellington hercege vette át miniszterelnökként. 1828 januárjában Huskisson, Canning számos más pártfogoltjával együtt, még abban az évben lemondott a manchesteri parlamenti képviselet hiánya miatt. Huskisson Liverpool képviselőjeként maradt a parlamentben, és az északnyugat-angliai növekvő iparvárosok érdekében végzett munkának szentelte magát; a Manchester Guardian úgy jellemezte őt, mint "napjaink talán leghasznosabb gyakorlati államférfija". Bár egy korábbi súlyos betegségtől még mindig gyenge volt, Liverpool képviselőjeként kötelességének érezte, hogy részt vegyen Liverpool–Manchester-vasútvonal 1830. szeptember 15-i megnyitóján, ahol azután George Stephenson Rocket gőzmozdonya elgázolta. Huskisson később belehalt a sérülésekbe.